# ダリオ・メルニャク
ダリオ・メルニャク（Dario Melnjak、1992年10月31日 - ）は、クロアチア・ヴァラジュディン出身のサッカー選手。HNKハイドゥク・スプリト所属。ポジションはDF。

## クラブ経歴
2013-14シーズンの開幕前にNKスラヴェン・ベルポに移籍した。
2015年2月2日、スポルティング・ロケレンと3年半契約を結んだ。
2016年6月20日、ネフチ・バクーにレンタル移籍した。11月10日、双方合意の下、レンタル移籍を打ち切った。
2017年2月13日、スラヴェン・ベルポにレンタル移籍した。
2019年1月22日、チャイクル・リゼスポルに移籍した。
2021年9月23日、HNKハイドゥク・スプリトへ加入し、契約延長オプション付きの1年契約を交わした。

## 代表経歴
2019年6月11日、チュニジア代表との親善試合でクロアチア代表デビューを果たした。

## タイトル
ハイドゥク・スプリト
- フルヴァツキ・ノゴメトニ・クプ : 2回 (2021-22, 2022-23)